# Émetteur d'ondes moyennes de Sölvesborg

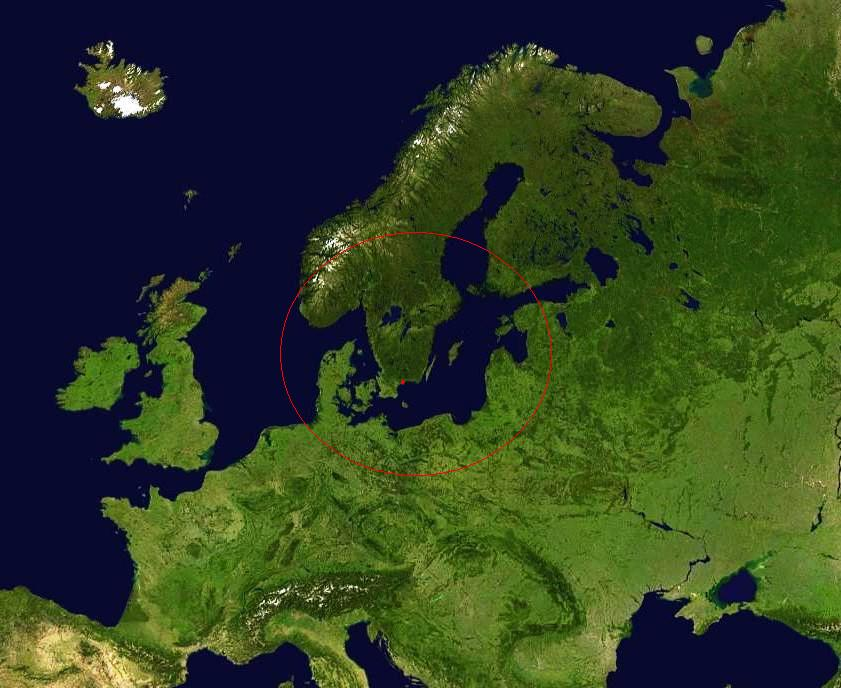
Coverage daytime

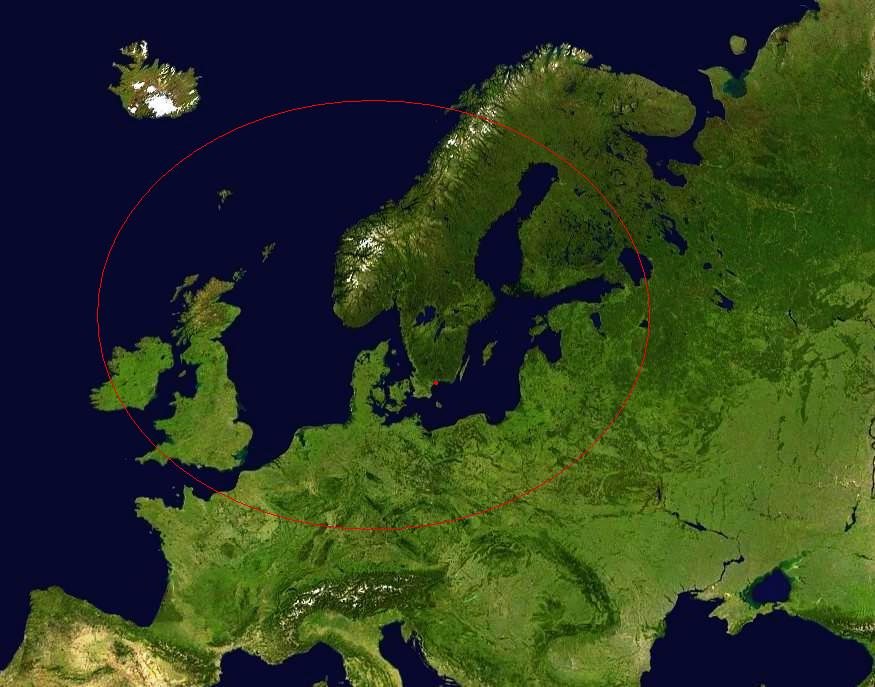
Coverage nighttime

L'émetteur d'ondes moyennes de Sölvesborg est un émetteur d'ondes moyennes près de Sölvesborg (Suède). Il utilise une antenne constituée de deux tours d'une hauteur de 135 mètres.

La nuit on peut recevoir l'émetteur d'ondes moyennes de Sölvesborg aussi en France sur la fréquence 1 179 kHz.